# Trevor Gadd
Trevor Gadd (* 16. April 1952 in Wolverhampton oder in Halsoven (West Midlands)) ist ein ehemaliger britischer Radrennfahrer und nationaler Meister im Radsport.

## Sportliche Laufbahn
Gadd war Teilnehmer der Olympischen Sommerspiele 1976 in Montreal. Im Sprint wurde er auf dem 12. Rang klassiert. Im selben Jahr gewann er die White Hope Sprint Trophy, das bedeutendste Sprintturnier für Nachwuchsfahrer in Großbritannien, außerdem wurde er Zweiter der britischen Meisterschaften im Zeitfahren.
Bei den nationalen Meisterschaften im Bahnradsport gewann er 1977 die Wettbewerbe im Sprint, im 1000-Meter-Zeitfahren und im Tandemrennen mit Steve Cronshaw als Partner.
1978 konnte er alle drei Titel verteidigen. Weiter gewann Gadd die Champion of Champions Trophy. Bei den  Commonwealth Games war er für England im Tandemrennen und im 1000-Meter-Zeitfahren am Start. In beiden Disziplinen gewann er die Silbermedaille.